# Refrain
„Refrain“ je vítězná píseň Eurovision Song Contest 1956, která byla přednesena zpěvačkou Lys Assia, reprezentující Švýcarsko. Složili ji Émile Gardaz a Géo Voumard. Byla to také historicky první vítězná píseň soutěže, avšak ne první švýcarská píseň na soutěži. V roce 1956 (a pouze tento rok) každou ze sedmi účastnících se zemí reprezentovaly dvě písně, spolu s „Refrain“ bylo Švýcarsko reprezentováno skladbou „Das alte Karussell“ („Starý kolotoč“). Vítězná píseň byla přednesena jako devátá v pořadí, následující belgickou „Le plus beau jour de ma vie“ a předcházející nizozemské „Voorgoed voorbij“.
Píseň byla zazpívána ve francouzštině a byla nahrána i anglická a německá verze.
Píseň byla jako vítěz soutěže vystřídána v roce 1957 nizozemskou písní „Net als toen“ v podání zpěvačky Corry Brokken.
V následujícím roce reprezentovala Švýcarsko opět Lys Assia s písní „L'enfant que j'étais“.